# گریسوم ۲۱۶۱

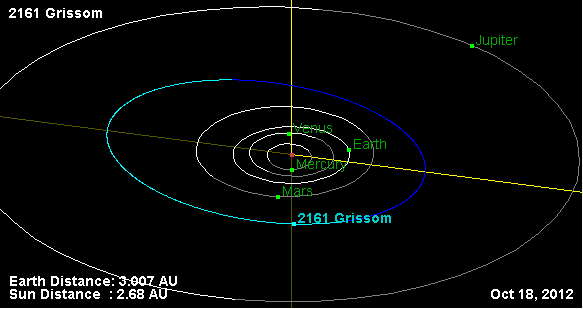
نمایی از محل قرارگیری سیارک گریسوم ۲۱۶۱ در مدار – ۲۰۱۲

سیارک ۲۱۶۱ (به انگلیسی: 2161 Grissom، نامگذاری:1963UD) دو هزار و صد و شصت و یکمین سیارک کشف شده‌است که در ۱۷ اکتبر ۱۹۶۳ کشف شد.
قدر مطلق سیارک برابر ۱۲٫۴۰ است.